# Urosigalphus sanguineus
Urosigalphus sanguineus är en stekelart som beskrevs av Gibson 1974. Urosigalphus sanguineus ingår i släktet Urosigalphus och familjen bracksteklar. Inga underarter finns listade i Catalogue of Life.